# Schlagwurf
Der Schlagwurf ist eine Art des Werfens eines Sport- beziehungsweise Wurfgeräts, bei der man das Gerät in einer Hand führt.

## Funktionsweise

### Wasserball
Der Schlagwurf wird beim Wasserball meist als scharfer und effektiver Torschuss angewendet.
Beim Wasserball ist das Schießen des Balles durch das ständige Wassertreten erschwert. Das Schießen ist hier eine Bewegungskombination des ganzen Körpers. Um effektiv den Ball zu bewegen, sollte man beweglich und kräftig sein.
Um einen Torschuss zu praktizieren, sollte man in Schussposition stehen.
Der Wurf beginnt schon beim Aufnehmen des Balles. Dieser wird, wenn er auf dem Wasser liegt, von unten aufgenommen. Dabei versucht der Schütze den Ball mit weit gespreizten Fingern so viel wie möglich zu umgreifen. Die nächste Bewegung ist das Zurücknehmen des Balles. Dabei wird der Schussarm nach hinten ausgestreckt. Gleichzeitig dreht sich der Körper in Richtung Schussarm und der Schütze erhebt sich durch stärkeres Wassertreten aus dem Wasser bis zum Brustbein oder bis der gesamte Arm aus dem Wasser ragt. Der andere Arm führt eine Bewegung nach vorn aus, um beim Schuss Schwung zu holen. Wenn der höchste Punkt erreicht ist, meist wenn der Schussarm ausgestreckt ist, geht die Vorwärtsbewegung los. Dabei werden der Beckengürtel und der Schultergürtel gleichzeitig entgegen der Schussarmrichtung gedreht. Der Schussarm knickt im Ellenbogen ein und zieht kräftig am Kopf des Schützen vorbei. Der andere Arm führt eine schnelle Bewegung nach hinten aus. Dadurch wird der Wurf noch stärker.
Die Richtung des Balles wird durch die Stellung der Hand entschieden. Als Faustregel ist hier der Mittelfinger als Richtungszeiger. Da, wo der Mittelfinger hinzeigt, fliegt auch der Ball. Sehr gute Spieler können die Richtung noch in den letzten Zentimetern des Führens durch eine kräftige Handdrehung ändern. Diese Schüsse sind für einen Torwart sehr schwer zu halten.

### Handball
Hauptartikel siehe Wurftechnik (Handball).
Der Schlagwurf, manchmal auch Stemmwurf oder Kernwurf genannt, ist die Grundtechnik des Werfens im Handball. Auf dieser Wurftechnik basieren alle weiteren Würfe.

#### Die 3 Phasen des Schlagwurfes
1. Das linke Bein (für Rechtshänder) steht leicht nach innen gedreht in Schrittstellung. Der Ball befindet sich vor dem Körper. Der Ball wird nun mit der Wurfhand nach hinten geführt. Der Wurfarm ist nahezu gestreckt, der Ellbogen befindet sich in etwa auf Schulterhöhe. Die linke Schulter zeigt leicht nach vorne, der Oberkörper befindet sich in einer Bogenspannung (leichtes Hohlkreuz).
2. Über das Auflösen der Bogenspannung und die Aktivierung der Bauchmuskulatur wird der Oberkörper nach vorne beschleunigt. Durch die Rotation im Oberkörper wird dabei zusätzlich Energie gewonnen. Mit dem Armzug und durch das Nachgehen im Handgelenk wird der Ball weiter beschleunigt und erhält seine Richtung.
3. Der Schwung wird mit dem rechten Fuß (für Rechtshänder) abgefangen. Der Blick bleibt in Wurfrichtung, kein Wegdrehen.

Diese Wurfform ist der härteste Wurf im Handball. Es können dabei Ballgeschwindigkeiten von bis zu 130 km/h erreicht werden. Mit reduzierter Kraft wird er häufig als Pass gespielt. Mit voller Kraft und schneller Armführung dient er vor allem als Torwurf aus der „zweiten Reihe“.